# 薩吉諾 (阿肯色州)
薩吉諾（英語：Saginaw）是位於美國阿肯色州溫泉縣的一個非建制地區。該地的面積和人口皆未知。

## 地理
薩吉諾的座標為34°18′01″N 92°56′11″W / 34.30028°N 92.93639°W，而該地的平均海拔高度為98米（即322英尺）。